# Thesium krymense
Thesium krymense är en sandelträdsväxtart som beskrevs av Romo, Didukh & Borat.. Thesium krymense ingår i släktet spindelörter, och familjen sandelträdsväxter. Inga underarter finns listade i Catalogue of Life.